# Jean-Pierre Tokoto
Jean-Pierre Tokoto é um ex-futebolista camaronês. Ele competiu na Copa do Mundo FIFA de 1982, sediada na Espanha, na qual a seleção de seu país terminou na 17ª colocação dentre os 24 participantes.